# Ilse Haider
Ilse Haider (* 1965 in Salzburg) ist eine österreichische Fotokünstlerin.

## Leben
Ilse Haider absolvierte ihr Studium 1988 an der Akademie der bildenden Künste in Wien bei Arnulf Rainer und studierte bis 1990 am Royal College of Art bei Eduardo Paolozzi. Zwischen 1995 und 2001 unterrichtete sie an der Universität für künstlerische und industrielle Gestaltung in Linz. 2003 erhielt sie den großen Kunstpreis der Stadt Wien.
Ihre Fotoarbeiten zeichnen sich durch ihre dreidimensionale Wirkung aus, die sie durch die Verwendung von innovativen Methoden neben traditioneller Fototechnik erreicht. Inhaltlich legt sie einen großen Wert auf die Darstellung der Themen Frau und Mann: sie spielt gern mit geschlechtsspezifischen Rollen- und Identitätsverhalten. Ihre collageartigen Arbeiten (sie verwendet oft Bildmaterial aus alten Illustrierten, das sie auf dreidimensionale Bildträger belichtet) wirken durch das Wechselspiel zwischen verschiedenen Bildebenen.
2006 porträtierte sie die Burgensemblemitglieder Andrea Clausen und Michael Heltau für die neue Porträtgalerie im Pausenfoyer des Burgtheaters. 2012 installierte die Künstlerin die begehbare Skulptur eines Männerakts mit dem Titel „Mr. Big“ im Rahmen der Ausstellung „nackte männer“ im Außenbereich des Leopold Museum im Wiener MuseumsQuartier.

## Auszeichnungen
- 1995: Bürgerpreis mit Anish Kapoor[3]
- 2011: Otto-Breicha-Preis für Fotokunst[4][5]

## Einzelausstellungen
- 1993: Galerie Steinek, Wien
- 1994: Galerie Charlotte Lund, Stockholm
- 1995: Galerie Erhard Witzel, Wiesbaden und Galerie Steinek, Wien
- 1996: Angles Gallery, Santa Monica, USA
- 1997: Galerie Vayhinger, Radolfzell
- 1998: Galerie Steinek, Wien und Galerie Charlotte Lund, Stockholm
- 1999: Museum für moderne Kunst, Cuxhaven und Galerie Erhard Witzel, Wiesbaden
- 2002: Galerie Steinek, Wien und Kunsthalle Exnergasse, Wien
- 2003: Galerie Erhard Witzel, Wiesbaden
- 2006: Galerie Erhard Witzel, Wiesbaden
- 2006: Galerie Steinek, Mr. Big, Wien
- 2011: Rupertinum, Salzburg[6]
- 2014: nackt - naked, Erhard Witzel, München
- 2018: Augenspiel, Galerie Schloss Wiespach
- 2023: Galerie Leonhard, Graz

## Ausstellungsbeteiligungen
- 2012: nackte männer, Leopold Museum, Wien
- 2017: Dialog 2 - Imagination, Quadrart Dornbirn in Kooperation mit dem vorarlberg museum, Bregenz